# Euploea ulaguna
Euploea ulaguna är en fjärilsart som beskrevs av Ribbe 1898. Euploea ulaguna ingår i släktet Euploea och familjen praktfjärilar. Inga underarter finns listade i Catalogue of Life.